# Fragma (anatomia)
Fragma (łac. phragma, l. mn.: phragmata) – w wąskim znaczeniu jest to apodema występująca wewnątrz tułowia u większości przedstawicieli owadów uskrzydlonych. W szerokim sensie termin ten używany jest też do innych ściankowatych wyrostków wewnętrznych szkieletu bezkręgowców.
Fragmy to wewnętrzne wyrostki oskórka, powstające w wyniku rozbudowy grzebieni antekostalnych grzbietowych płytek (tegitów) tułowia. Mają zwykle postać płytkowatą i służą za punkt przyczepu silnie rozbudowanych mięśni, zwłaszcza mięśni podłużnych grzbietu, biorących udział we wprawianiu skrzydeł w ruch. Fragma położona między przedtułowiem i śródtułowiem to profragma (łac. prophragma). U muchówek fragma wytworzona przez antekostę śródplecza ma często zredukowany rozmiar, a nawet przybiera formę szczątkową i nosi nazwę prefragmy (łac. praephragma). Druga fragma położona między śródtułowiem a zatułowiem wykształca się z antekosty położonej zwykle na zatarczy śródtułowia (łac. mesopostnotum, mesophragmanotum). Zatarcza ta powstaje przez scalenie z tylną częścią śródplecza akrotergitu zaplecza. Fragmę tę nazywa się mezofragmą (łac. mesophragma), a u muchówek, u których to jest ona jedyną dobrze wykształconą fragmą, stosuje się dlań również nazwę postfragma (łac. postphragma). Zatułów również ma zwykle swoją zatarczę (łac. metapostnotum, metaphragmanotum), powstałą ze zrośnięcia tylnej części zaplecza z akrotergitem pierwszego tergum odwłoka. Antekosta tejże zatarczy formuje fragmę zwaną metafragmą (łac. metaphragma). Tej ostatniej fragmy brak jest zupełnie u np. muchówek, które to nie używają drugiej pary skrzydeł do aktywnego lotu.